# Carcinoma a cellule acinose
Il carcinoma a cellule acinari è un tumore raro delle ghiandole salivari (ha un'incidenza sul totale di questi minore del 5%). È più frequente nella parotide e nel sesso femminile; l'età di insorgenza è intorno ai 50 anni.

## Aspetto
Macroscopicamente cresce come nodo grigiastro capsulato con capacità infiltrante; al microscopio ottico si notano cellule secernenti simili a quelle degli acini della ghiandola con citosol ripieno di vacuoli PAS positivi

## Diagnosi e terapia
Si fa guardando la morfologia della lesione e ricercando markers specifici prodotti da essa come il lisozima usando l'immunoistochimica. La terapia è chirurgica che deve essere il più possibile radicale per evitare recidive e metastasi.